# Шампань — Арденны (вокзал)
Вокзал Шампань — Арденны (фр. Gare de Champagne-Ardenne TGV) — один из трёх железнодорожных вокзалов Реймса. Расположен в 5 километрах от города, в коммуне Безанн. Обслуживает региональное сообщение (линии TER) и межрегиональное (поезда TGV).

## История
Строительство вокзала началось в 2006 году (первый камень был заложен 1 февраля). 10 июня 2007 года была введена в эксплуатацию Восточноевропейская высокоскоростная железная дорога, обеспечивающая курсирование высокоскоростных поездов TGV. Вокзал Шампань — Арденны стал одним из трёх новых вокзалов, построенных специально для реализации этого проекта. На его строительство был выделен бюджет 10 млн евро.

## Архитектура и дизайн территории
Здание вокзала построено по проекту архитектора Пьера-Мишеля Дегранжа (фр. Pierre-Michel Desgranges). Его площадь — 700 м². Основные материалы, использовавшиеся для строительства, — сталь и стекло. Для облицовки также использовался местный известняк той же разновидности, из которой построен знаменитый Реймсский собор. К железнодорожным путям ведёт крытый переход.
С 2011 года на привокзальной эспланаде расположены девять скульптур реймсского скульптора Кристиана Лапи. Созданные из стволов арденнских дубов, они напоминают высокие человеческие фигуры. Ещё шесть подобных скульптур ранее были установлены на Сталинградской площади недалеко от исторического центра города.

## Расположение
Вокзал находится в 5 километрах от Реймса и в 7 километрах от городского центра, в коммуне Безанн. Это конечная остановка трамвая линии B; сюда также ходят автобусы № 12 и 13. Перед вокзалом расположена площадь Альфреда Нобеля.

## Движение поездов
Станция принадлежит национальному оператору SNCF. Вокзал имеет 6 путей, из которых два предназначены для безостановочного прохода поездов TGV и не имеют платформ, два — для остановки TGV и ещё два — для поездов TER. Поезда TER циркулируют внутри региона, а также связывают вокзал Шампань — Арденны с Центральным вокзалом Реймса.
Поезда TGV ходят в направлении регионов Эльзас, Нор-Па-де-Кале, Бретань, Земли Луары, Центр, Пуату-Шарант и Аквитания. Кроме того, они позволяют добраться из Реймса в парижский аэропорт Шарль де Голль.
Среднегодовой пассажиропоток составляет около 700—800 тыс. человек.